# Csemer Boglárka
Csemer Boglárka, művésznevén Boggie (Budapest, 1986. november 30. –) magyar énekesnő. Parfüm című dalának videóklipje által vált ismertté.
Az énekes-dalszerző három nyelven adja elő szerzeményeit: franciául, angolul és magyarul. Boggie dalai egyaránt merítenek a magyar és a francia kultúrából: popdalok, sanzonok és jazzes hatások keverednek egyedi zenei világában.
Az elmúlt évtizedben írt 4 albumot, többször képviselte az országot nemzetközi porondon: fellépett az Eurovíziós Dalfesztiválon, Algériában többször is az Európai Zenei fesztiválon,  Amerikában, Franciaországban, Lengyelországban, Dél-Koreában az Eurázsiai Fesztiválon és Üzbegisztánban a Sharq Taronalari Nemzetközi fesztiválon is.

## Tanulmányok
Zenei tanulmányait 13 éves korában kezdte. Két évvel később klasszikus éneket és klasszikus zongorát kezdett tanulni a Fasang Árpád Zeneiskolában. Ide 2007-ig járt, miközben 2004-től az Erkel Ferenc Alapfokú Művészetoktatási Intézmény és Jazz Zeneművészeti Szakközépiskola is magáénak tudhatta jazz–ének szakos tanulói között. Itt tanította Hunyadi László, Szolnoki Dóra és Micheller Myrtill is. 2006 és 2007 között elvégzett egy francia nyelvű idegenvezető OKJ szakképesítést. 2007-ben kezdett el tanulni a Kőbányai Zenei Stúdió ének szakán, és ezzel párhuzamosan az Eszterházy Károly Főiskola francia–romanisztika szakirányán is. 

## Pályafutása
2005-ben és 2006-ban egy évet Párizsban töltött „jeune-fille au pair”-ként. Ekkor került közelebb a francia nyelvhez és kultúrához is. 2009 márciusában alapította meg a Csemer Boglárka Quartetet. 2012-ben a Quartettel felléptek a Művészetek Palotájának tehetségbörzéjén, a Jazz Showcase-en. A 2012-ben és 2013-ban megrendezett Országos sanzonversenyre is meghívták zsűritagként. 2014-ben emellett fellépett a francia Accordzeam zenekarral.
2012-ben kezdett el dolgozni első lemezén. Boggie addigra kiforrott stílusa igényelte a névváltoztatást, ezért a korábbi CSBQ (Csemer Boglárka Quartet) néven említés helyett az énekesnő a rövidebb, Boggie művésznevet kezdte használni. Ez egyúttal az énekesnő Franciaországhoz, francia nyelvhez való kötődését is jelzi és azt, hogy a produkciót szerette volna nemzetközi vizekre terelni.
2013-ban megjelent Boggie címet viselő albuma a Tom-Tom Records kiadásában. A lemezen csak saját – magyar, francia, és angol nyelven írt – szerzemények találhatóak. A 2013-as év végén jelent meg Parfüm című videóklipje, a Nouveau parfum című eredeti változattal egy időben. A 2014-es év elején ugrott meg a nézettsége a jó promóciónak, az eredeti ötletnek köszönhetően. Első lemeze előkelő helyen szerepelt az amerikai Billboard lista 4. majd 17. helyén. Kevés magyar előadó szerepelt eddig ezen a híres listán. Dalát 2019-ben Rudgy Pajany francia énekes dolgozta fel Le Produit címen.
2014-ben All Is One Is All címmel jelent meg a második nagylemeze, amin az előző lemez elveihez igazodó dalok szerepelnek, szintén magyar-francia és angol nyelven. Ez a lemeze elnyerte a magyar szakma rangos díját az Év POP lemeze kategóriában a FONOGRAM díjátadón. És ezen a lemezen szerepel a Wars for Nothing című dala, amellyel benevezett A Dal 2015 műsorba.
A 2009 óra koncertező énekesnő számos kimagasló koncerthelyszínen felléphetett már úgy idehaza, mint külföldön. Magyarországon kívül koncertezett: Franciaországban, Hollandiában, Szlovákiában, Ausztriában, Balti térségben, Svédországban, Németországban és az Amerikai Egyesült Államokban is.
2015 októberében első hat állomásos nyugat-európai turnéjára indult, október végén pedig másodjára turnézott az Amerikai Egyesült Államokban.
2016-ban harmadik nagylemezén kezdett el dolgozni az énekesnő és közben megszületett kislánya, Lenke.
2017-ben megalapította saját kiadóját és kiadta “3” címmel a harmadik szerzői nagylemezét.
2018 márciusában Boggie SXSW ARTIST lett: beválasztották a világ legjelentősebb zenei Showcase fesztiváljára az amerikai Austinba.
2019-ben az énekesnőt meghívták Düsseldorfba, majd a svéd Live at heart showcase fesztiválra is. Az évet pedig egy 4 állomásos Balti-turnéval zárta. Még ebben az évben egy fontos mérföldkőhöz érkezett a: egyedüli női előadóként felléphetett a MÜPA “Hey, June!” könnyűzenei sorozatában telt ház előtt.
2022-ben kiadta negyedik nagylemezét Fragilité címen.
2023-ban ünnepelte a Boggie formáció 10 éves jubileumát, a Várkert Bazárban. Ebben az évben fellépett Algériában az Európai Zenei Fesztiválon, ahol Manal Gherbi algír énekesnővel énekelt, akivel később közös dalt is kiadott. és Dél-Koreában is. 
2024-ben ő képviselte hazánkat Üzbegisztánban, egy népzenei fesztiválon. 

### A Dal és az Eurovíziós Dalfesztivál

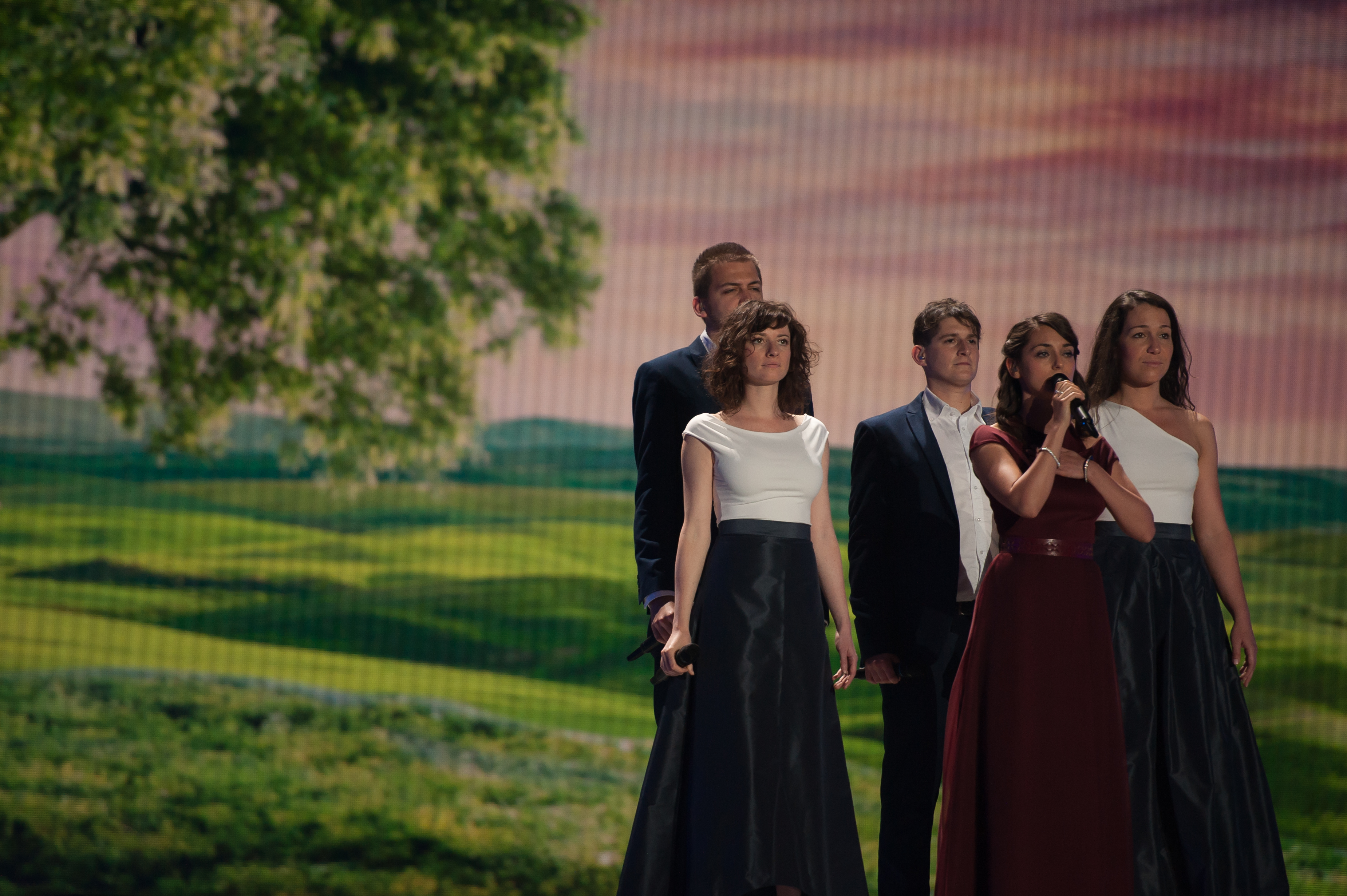
Boggie a 2015-ös Eurovíziós Dalfesztiválon

2015-ben az énekesnő bekerült A Dal című eurovíziós nemzeti dalválasztó show elődöntőjébe Wars for Nothing című dalával. Először február 7-én a harmadik elődöntőben adta elő a dalát, ahonnan az este legmagasabb pontszámával jutott tovább a középdöntőbe. Egy héttel később február 14-én az első középdöntőben is ő kapta az este egyik legmagasabb pontszámát – Szabó Ádámmal holtversenyben az első helyen végeztek – így bejutott a verseny döntőjébe. A dalt utoljára a február 28-i döntőben adta elő, fellépési sorrendben másodikként Gájer Bálint That’s How It Goes című dala után, és a Spoon Keep Marching On című dala előtt. Boggie dala a zsűritől 24 pontot kapott, így másodikként került be a négyes szuperfináléba. A közönségszavazás lezárása után kiderült, hogy a legtöbb SMS szavazatot a Wars for Nothing című dal kapta, így Boggie nyerte a 2015-ös válogatót és ő képviselhette Magyarországot a Bécsben rendezett 60. Eurovíziós Dalfesztiválon. Itt az elődöntőből nyolcadik helyen továbbjutott a május 23-i döntőbe, ahol végül 19 ponttal a huszadik helyen végzett.

## Díjak, elismerések
2011-ben, Japánkert című dala elnyerte a Magyar Jazz Szövetség különdíját a Jazzy dalversenyen. 2013-ban megjelent első nagylemeze a Mahasz eladási lista negyedik helyéig jutott, és a harmadik helyen indított az amerikai Billboard magazin jazz album listáján, illetve ugyanott a tizenhetedik volt a világzenei albumok között.
2014-ben a Bravo OTTO-n az év video klipje kategória győztese, 2014 novemberében Fearless című dala a Westend születésnapi kampány dala less, 2015-ben az Év Énekesnőjének jelölik a Glamour Woman of the Year-en. Szintén 2015-ben a Parfüm című dalának videoklipje a Highlights of Hungary 17 jelöltje között szerepelt, 2015-ben FONOGRAM díjat kap második nagylemeze, 2015 A DAL című műsor győztese. Wars for nothing című dalával megnyerte az Eurovízió magyarországi előválogatóját, a Dal 2015 című műsort, így 2015 májusában ő képviselte Magyarországot a 60. Eurovíziós dalfesztiválon.
Miután 2014 elején több mint 30 millióan nézték meg videóklipjét világszerte, készített vele interjút többek között a német RTL, a Good Morning America. Jelent meg róla cikk az ELLE francia kiadásában, valamint több száz hazai és nemzetközi hírportálon.
2015-ben Fonogram-díjat kapott Boggie, akinek az All Is One Is All című albuma (Tom-Tom Records) az év hazai klasszikus pop-rock korongja lett.
2018-ban a Veszprémben található Hangvilla ötödik évfordulóján díjat alapítottak, amelyet olyan fiatal előadó kap, “aki élőben zenél, akar és tud valamit, hatni a közönségre, igazi művész. Elhivatott előadó, aki minőségi élő zenét játszik, tökéletes hangosítással vagy halkítással.” 2018-ban elsőként Boggie vehette át az elismerést, jutalma volt a Hangvillában való fellépés lehetősége.

## Diszkográfia

### Albumok
| Év   | Album                                                                      | Legmagasabb helyezés | Minősítés |
| Év   | Album                                                                      | MAHASZ Top 40        | Minősítés |
| ---- | -------------------------------------------------------------------------- | -------------------- | --------- |
| 2013 | Boggie - Megjelenés: 2013. április 13. - Kiadó: Tom-Tom Records            | 4                    |           |
| 2014 | All Is One Is All - Megjelenés: 2014. október 24. - Kiadó: Tom-Tom Records | 5                    |           |
| 2017 | 3 - Megjelenés: 2017. szept. 15. - Kiadó: Boggie Production                |                      |           |
| 2022 | Fragilité - Megjelenés: 2022 - Kiadó: Boggie Production                    |                      |           |

### Kislemezek
- Parfüm / Nouveau Parfum
- Fearless
- Wars for Nothing – A 2015-ös Eurovíziós Dalfesztivál magyarországi indulója, A Dal győztese
- Camouflage – Az All Is One Is All lemezről
- Égbolt – Az All Is One Is All lemezről
- Ilyenkor -  2016 karácsonyi dal
- Run to the river - 2017
- Kacaj - 2017
- Végtelen - 2017
- Christmas Unplugged - 2019
- Quitte-moi
- Nem kell bántani

### Videóklipek
- Parfüm
- Fearless
- Wars for Nothing
- Camouflage
- Égbolt
- All Is One Is All
- Run to the river
- Végtelen
- Nem kell bántani
- Fragilité
- Beauté
- Maradj még

## Magánélete
Férje Nagy Bálint, akivel 16 éves kora óta van együtt. Két lányuk van, Lenke és Imola. Édesanyja súlyos alkoholizmusáról 2022-ben beszélt először részletesen egy TEDx előadás során.